# Барч, Рудольф (писатель)
- Об австрийском писателе см. Рудольф Ханс Барч

Рудольф Барч (нем. Rudolf Bartsch; 15 сентября 1929, Розенберг, Верхняя Силезия — 21 июня 1981, Берлин, ГДР) — немецкий восточно-германский писатель.

## Биография
Родился в 1929 году в городе Розенберг, Верхняя Силезия, сын наёмного работника. Вырос со своим дедом в Кройцбурге,Верхняя Силезия, где учился в начальной и средней школе. В конце войны был членом боевой группы Гитлерюгенда.
После войны оказался в Лейпциге, советской зоне оккупации, затем ГДР. Окончив школу работал сельскохозяйственным рабочим и каменщиком.
В 1950 году поступил в педагогический институт, но переключился на журналистику и литературную деятельность; с 1951 года возглавлял Рабочую группу молодых писателей земли Саксония. Ативист, член СЕПГ, был депутатом районного парламента в Лейпциге с 1954 по 1958 год.
С 1955 по 1956 год учился в Литературном институте Иоганна Р. Бехера в Лейпциге.
В дальнейшем на литературной работе, жил в Восточном Берлине.
Умер в 1981 году.

## Творчество
Автор нескольких романов, натуралистической повествовательной прозы, часто затрагивающих современные исторические темы.

Рудольф Барч, представитель молодого послевоенного поколения немецких писателей, ставит и разрешает в своих произведениях проблемы, актуальные для современной демократической Германии.
Его самым большим успехом стал сильно автобиографический роман «Любимый до конца» (Geliebt bis ans bittere Ende), в котором Барч перерабатывал свой собственный военный опыт. Роман впервые издан в 1977 году издательством «Mitteldeutscher Verlag», затем выдержал 12 переизданий.
В 1979 году по его роману «Человек на холме» режиссёром Конрадом Петцольдом снят фильм «Доказательств убийства нет».
О переводах на русский язык неизвестно, хотя роман «Врач должен молчать» (1965, Der Arzt muß schweigen) был замечен советской критикой.